# Zentralserbien

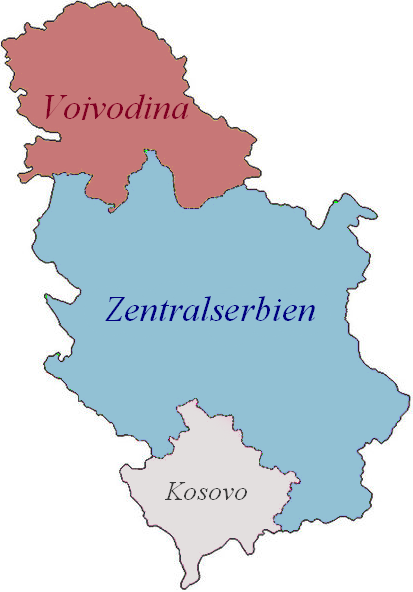
Zentralserbien unter direkter Verwaltung der serbischen Regierung

Zentralserbien (serbisch Централна Србија Centralna Srbija), in Deutschland auch Engeres Serbien genannt, ist die Bezeichnung jener Region der Republik Serbien ohne Vojvodina und Kosovo und Metochien, die von der serbischen Regierung mit Sitz in Belgrad direkt verwaltet wird. Das Gebiet erstreckt sich über eine Fläche von 55.968 km² mit einer Einwohnerzahl von 5.466.009 (Stand: 2002). Das Gebiet entspricht größtenteils der Ausdehnung Serbiens vor den Balkankriegen.
Zentralserbien bildet den größten Teil der Republik Serbien mit den Städten Belgrad, Kragujevac, Čačak, Valjevo, Niš, Smederevo und Požarevac.

## Bevölkerung
Die Bevölkerung ist überwiegend serbisch, im Süden der Region leben Minderheiten, die in Gemeinden Mehrheiten bilden, wie Bosniaken an der Grenze zu Montenegro, dem so genannten Sandžak, Roma, Albaner im Süden an der Grenze zu Nordmazedonien, Bulgaren südöstlich an der Grenze zu Bulgarien und rumänische Walachen nordöstlich an der Grenze zu Rumänien und Bulgarien. Seit den Jugoslawienkriegen leben in Zentralserbien viele serbische Flüchtlinge aus Kroatien, Bosnien und Herzegowina und Binnenvertriebene aus dem Kosovo.

## Politische Gliederung

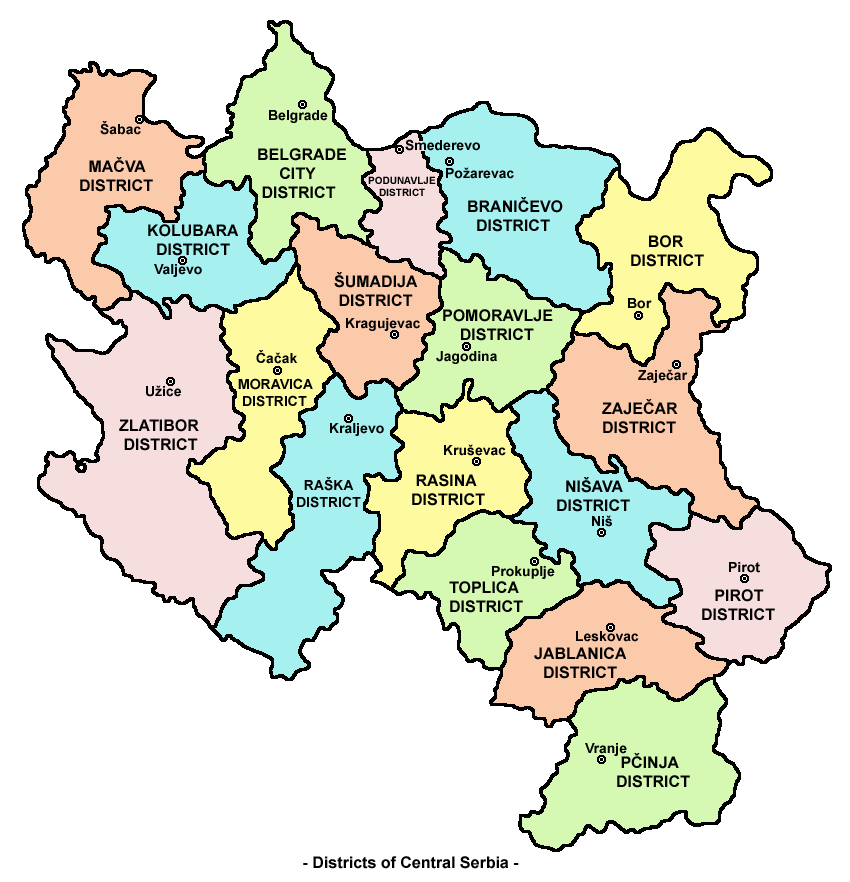
Bezirke im Zentralserbien

Serbien ist seit dem 24. Juli 1991 in Bezirke unterteilt. Gemäß dem Gesetz bilden die Verwaltungssitze, Städte und Niederlassungen die Basis der territorialen Organisation. Zentralserbien untersteht im Unterschied zu den autonomen Provinzen direkt der serbischen Zentralregierung.
In Zentralserbien gibt es 18 Bezirke, welche in insgesamt 122 Gemeinden unterteilt sind.